# 玉城絵美
玉城 絵美（たまき えみ、1984年1月20日 - ）は、日本の研究者兼経営者。琉球大学工学部知能情報コース教授。H2L株式会社創業者・代表取締役社長。東京大学大学院工学系研究科システム創成学専攻特定客員大講座特定客員教授。沖縄電力取締役。博士（学際情報学）。BodySharingの提唱者。

## 人物・経歴
1984年、沖縄県中頭郡北谷町生まれ。 1999年、北谷町立桑江中学校卒業。2002年、沖縄県立球陽高等学校（理数科）卒業。2006年、琉球大学工学部情報工学科卒業。2008年、筑波大学大学院システム情報工学研究科知能機能システム専攻修了、研究科長表彰。2008年、東京大学大学院学際情報学府に入学しロボットやヒューマンコンピュータインタラクションの研究を行う。
2009年東京大学エッジキャピタル（UTEC）にてシーズ探索インターン、2010年Disney Research Pittsburghにて研究に従事する。
身体そのものを「情報提示デヴァイス」にする「PossessedHand（ポゼストハンド）」が2011年『TIME』誌の「The 50 Best Inventions」に選出される。
2011年「ハンドジェスチャ入出力技術とその応用に関する研究」で東京大学で博士号（学際情報学）を取得し、総長賞受賞と同時に総代を務める。
2011年〜2013年、東京大学大学院総合文化研究科にて認知心理学の研究に従事。
早稲田大学理工学術院准教授を経て、2021年4月より琉球大学工学部知能情報コース教授、早稲田大学理工学術院非常勤講師。
2012年、H2L株式会社を共同創業（2021年より代表取締役社長）。
2015年より内閣府および経済産業省の科学研究・開発関連の委員を務める。
2017年、外務省WINDS（女性の理系キャリア促進のためのイニシアティブ）大使に任命される。
2020年、論文「PossessedHand: A Hand Gesture Manipulation System using Electrical Stimuli, Emi Tamaki, Takashi Miyaki, Jun Rekimoto (Augmented Human 2010)」が、国際学会ACMで「Augmented Humans Special Recognition Award」を受賞。
2023年より東京大学大学院工学系研究科システム創成学専攻特定客員大講座特定客員教授、沖縄電力取締役、全保連取締役。
暦本純一研究室の後輩に落合陽一（HCI研究者、メディアアーティスト）や樋口啓太（HCI研究者、醸燻酒類研究所）がいる。

## 研究
BodySharingとヒューマンコンピュータインタラクションの研究開発を行っている。BodySharingとは、玉城が提唱した「身体に付随する感覚の相互共有によって身体の体験を2人以上の複数の身体で共有して使うこと、あるいはその技術とインタフェース」のことである。ここでの“身体”とは、人、ロボット、バーチャルの身体も含んでいる。
世界初の筋変位センサー技術を搭載したコントローラー「FIrstVR」を開発し、製品化してサービス展開している。

## 著作
- 『ビジネスに効く！ 教養として身につけたいテクノロジー』（総合法令出版、2019年）
- 『BODYSHARING 身体の制約なき未来』（大和書房、2022年）
- 『新しいヒューマンコンピュータインタラクションの教科書 基礎から実践まで』（講談社、2023年）